# امین جعفرقلی‌اف
امین جعفرقلی‌اف (ترکی آذربایجانی: Emin Cəfərquliyev؛ زادهٔ ۱۷ ژوئن ۱۹۹۰) بازیکن فوتبال اهل جمهوری آذربایجان است.
از باشگاه‌هایی که در آن بازی کرده‌است می‌توان به باشگاه فوتبال باکو، باشگاه فوتبال شوالان، باشگاه فوتبال نفتچی باکو، باشگاه فوتبال مویک باکو، باشگاه فوتبال کاروان، باشگاه فوتبال سیمرغ زاقاتالا، باشگاه فوتبال ارس-نخجوان، باشگاه فوتبال سومقاییت، و باشگاه فوتبال شوشی اشاره کرد.
وی همچنین در تیم ملی فوتبال جمهوری آذربایجان بازی کرده‌است.